# Osella FA1ME
Az Osella FA1ME egy Formula–1-es versenyautó, melyet az Osella csapat tervezett és versenyeztetett az 1990-es Formula–1 világbajnokságban, majd 1991-ben Fondmetal FA1ME néven a Fondmetal csapat, két verseny erejéig. Pilótája Olivier Grouillard volt.

## Áttekintés
Tíz évnyi sikertelenséget követően Enzo Coloni úgy döntött, hogy eladja a csapatát, melyben ebben az évben még csak kisebbségi tulajdonrészt szerzett Gabriele Rumi és a Fondmetal. Mindössze egyetlen autót neveztek be az idényben, és ezt Grouillard vezethette. A szezont az átalakításom évének tekintették és ennek megfelelően nem is építettek teljesen új autót. Az FA1ME nagy vonalakban megegyezett a előző évben használt FA1M-89-cel, de nagyobb volt a tengelytávja, és a lengéscsillapítót áthelyezték az autó orrába. A motorokat immár nem Heini Mader svájci cége, hanem a Hart tartotta karban. Megváltozott az autók színezése is: a piros-narancs-fekete autókra nagy betűkkel került fel a főszponzor Fondmetal neve. 1991-ben, amikor a Fondmetal versenyeztette az autót, az fekete-ezüst-piros színt kapott.
Az eredmények nem voltak fényesek: Grouillard a versenyek felére tudott kvalifikálni, és csak háromszor rangsorolták. A fő probléma az autó kezelhetőségével volt, amin a szezon második felében próbáltak javítani.
1991-ben a Fondmetal csapat az első két versenyen ugyanezt az autót használta, ugyancsak Grouillard volt a pilóta. Egyik futamon se jutott túl a prekvalifikáción.

## Eredmények
| Év   | Csapat           | Motor             | Gumik | Pilóták            | 1   | 2   | 3   | 4   | 5   | 6   | 7   | 8   | 9   | 10  | 11  | 12  | 13  | 14  | 15  | 16  | Pontok | Helyezés |
| ---- | ---------------- | ----------------- | ----- | ------------------ | --- | --- | --- | --- | --- | --- | --- | --- | --- | --- | --- | --- | --- | --- | --- | --- | ------ | -------- |
| 1990 | Fondmetal Osella | Ford-Cosworth DFR | P     |                    | BRA | SMR | MON | MEX | CAN | USA | FRA | GBR | GER | HUN | BEL | ITA | POR | ESP | JPN | AUS |        |          |
| 1990 | Fondmetal Osella | Ford-Cosworth DFR | P     | Olivier Grouillard |     |     | KI  | NK  | 13  | 19  | NPK | NK  | NK  | NPK | 16  | KI  | NK  | KI  | NK  | KI  | 0      | -        |
| 1991 | Fondmetal        | Ford-Cosworth DFR | P     | Olivier Grouillard | NPK | NPK |     |     |     |     |     |     |     |     |     |     |     |     |     |     | 0      | 16.      |

## Forráshivatkozások
1. ↑  Tíz év küzdelem – az Osella-sztori (magyar nyelven). Napi F1 sztori, 2022. január 29. (Hozzáférés: 2025. február 2.)
2. ↑  A Fondmetal-sztori… (magyar nyelven). Napi F1 sztori, 2020. március 29. (Hozzáférés: 2025. február 2.)